# Lesopark Na Panském
Lesopark Na Panském je lesopark ve vesnici Šunychl, části města Bohumín v okrese Karviná. Geograficky se také nalézá v nížině Ostravská pánev v Moravskoslezském kraji.

## Historie a popis lesoparku
Lesopark Na Panském byl založen v roce 2021 na základě vyhodnocení výsledků ankety o budoucích investicích města Bohumín. Nachází se u dálničního přivaděče směrem na Novou Ves a je vybudován na zemědělské půdě spadající do aktivní zóny záplavového území řek Olše a Odry. Při plánování lesoparku město Bohumín spolupracovalo s Agenturou ochrany přírody a krajiny ČR. Vznikl tak areál o rozloze cca 13 ha s 11 vodními tůněmi, 2 umělými návršími a vysazenými cca 2500 stromy a cca 1500 keři. Cílem je budování přírodního biotopu a získání místa k vycházkám a sportování. Předpokládá se významné rozšíření řad chráněných druhů živočichů. V budoucnu se má stát druhými zelenými plícemi Bohumína (těmi prvními plícemi je blízký městský park Petra Bezruče). Dominantou lesoparku je jeho největší tůně s ostrůvkem a s dřevěným molem. Lesopark získal v soutěži Komunální projekt roku ocenění Komunální projekt roku 2022.

## Další informace
Areál lesoparku lemuje cyklostezka. Místo je celoročně volně přístupné.

## Galerie

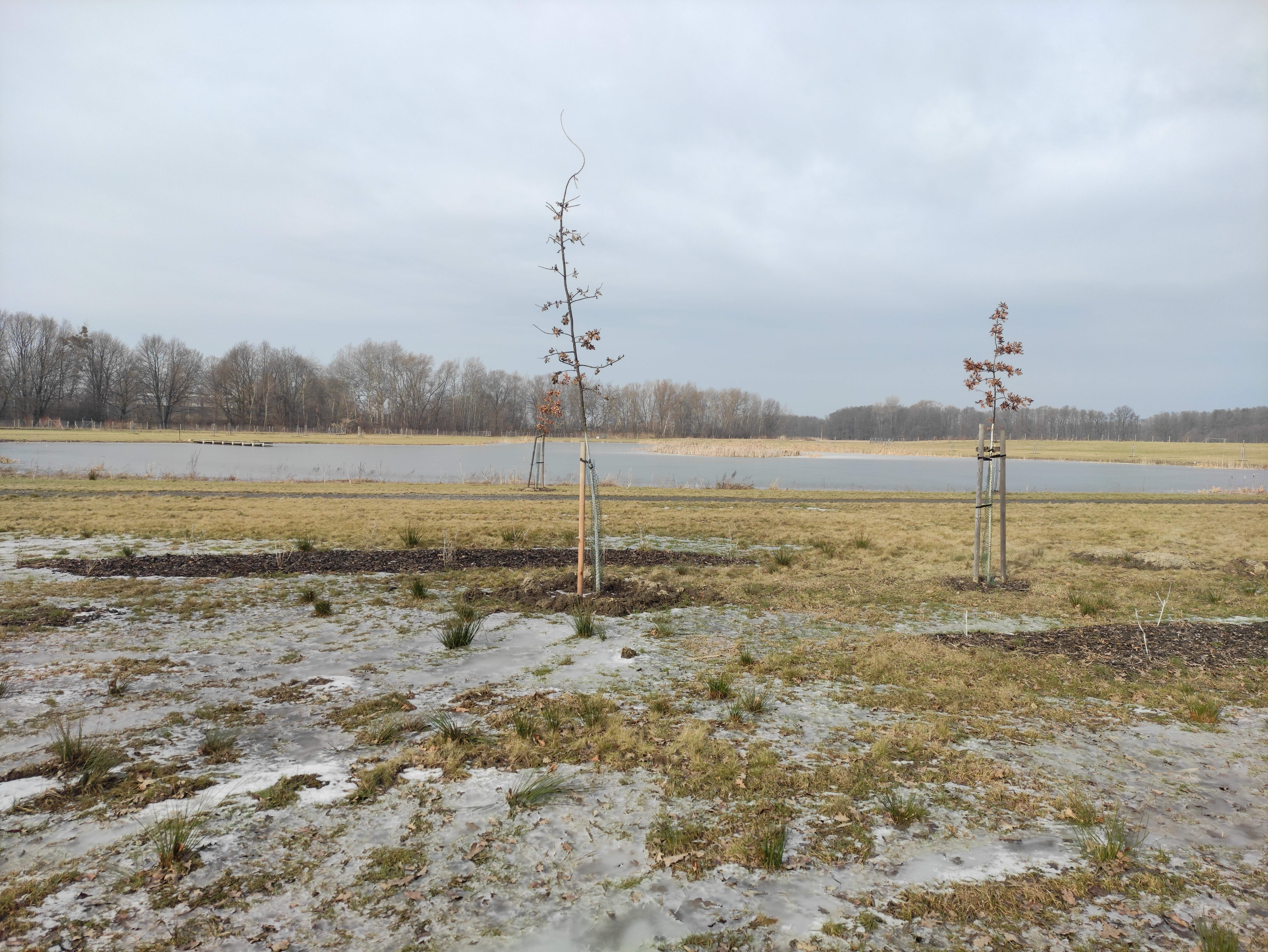
Stav v únoru 2023
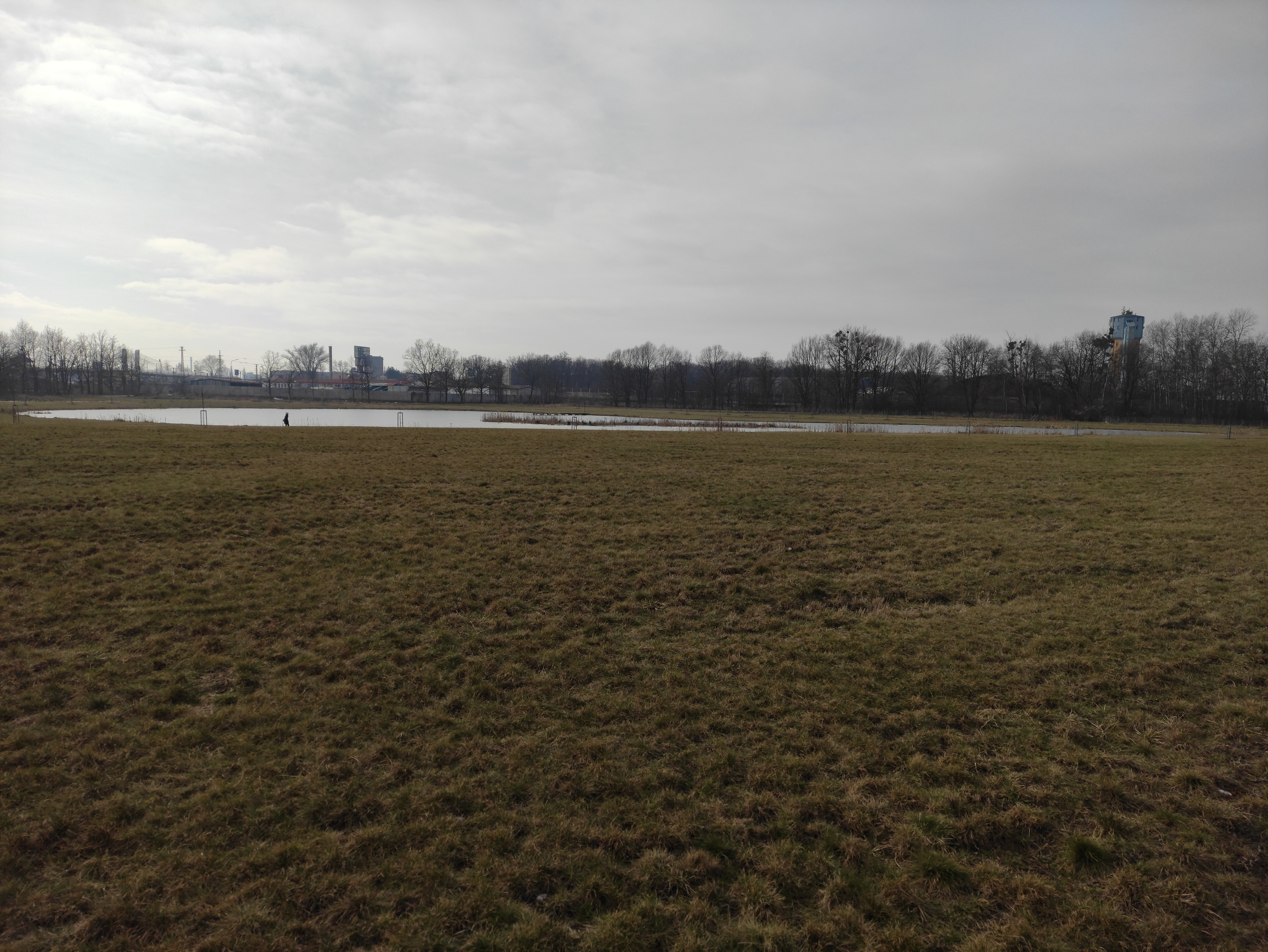
Stav v únoru 2023